# Аврора (премия)
Пре́мия «Авро́ра» (англ. Aurora Prize for Awakening Humanity, Премия «Аврора» за пробуждение гуманизма) — это международная гуманитарная награда. Цель премии — воздать должное отважным людям и организациям, которые посвятили себя делу сохранения человеческих жизней и продвижения идей гуманизма и продолжают свою деятельность, несмотря на угрозу собственному благополучию. Премия «Аврора» присуждается от лица всех выживших во время Геноцида армян и в знак благодарности их спасителям.
Символом премии является древнейший армянский символ вечности — аревахач.
Лауреат премии получает грант в 100 тысяч долларов и возможность номинировать вдохновившие его самого на гуманитарную деятельность организации на награду в размере 1 млн долларов.
В разные годы были награждены Маргерит Баранкитс, Том Катена, Чжо Ла Аун (1941—2021), Мирза Диннайи и Фартун Адан и Ильвад Эльман.

## История
Премия «Аврора» — один из проектов Гуманитарной инициативы «Аврора». Гуманитарная инициатива «Аврора», созданная от лица всех выживших во время Геноцида армян и в знак благодарности их спасителям, стремится дать современным героям возможность и дальше помогать тем, кто остро нуждается в гуманитарной помощи, продолжая тем самым глобальную эстафету добра. Инициатива поддерживает и продвигает проекты, создатели которых с риском для себя спасают самых уязвимых членов нашего общества. Этот замысел реализуется через ряд программ: премию «Аврора», Диалоги «Аврора», Гуманитарный индекс «Аврора», Проекты благодарности и инициативу 100 жизней. 
Премия была официально представлена публике 10 марта 2015 года в Нью-Йорке.
Премия «Аврора» названа в честь Аршалуйс Мартикян (Авроры Мардиганян), которой удалось выжить во время Геноцида армян и сбежать из рабства. Объехав полмира, она поселилась в США. Там Аршалуйс сменила имя на Аврора Мардиганян и написала книгу «Растерзанная Армения». В ней девушка рассказала о чудовищных испытаниях, выпавших на её долю. По книге вскоре поставили весьма успешный фильм, в котором Аврора исполнила главную роль. Многолетний прокат картины в США сыграл огромную роль в деле информирования общественности о Геноциде армян.
Премия также названа в честь Авроры, древнеримской богини утренней зари, поскольку одна из целей премии «Аврора» — пролить свет на героическую деятельность тех, кто бесстрашно помогает оказавшимся в бедственной ситуации.

## Благодарность в действии
Благодарность в действии — это концепция, которая лежит в основе Гуманитарной инициативы «Аврора». Для многих выживших, обязанных своим спасением неравнодушию других, лучший способ выразить свою признательность заключается в том, чтобы совершить похожие достойные поступки.
Соучредители Гуманитарной инициативы «Аврора» создали «Аврору» как воплощение принципа благодарности в действии, и они стремятся вдохновить тех, кто получил поддержку в трудную минуту, выразить свою благодарность на деле, оказав помощь кому-то другому. «Так мы сопротивляемся злу и насилию», — говорит Вартан Грегорян, один из соучредителей премии.

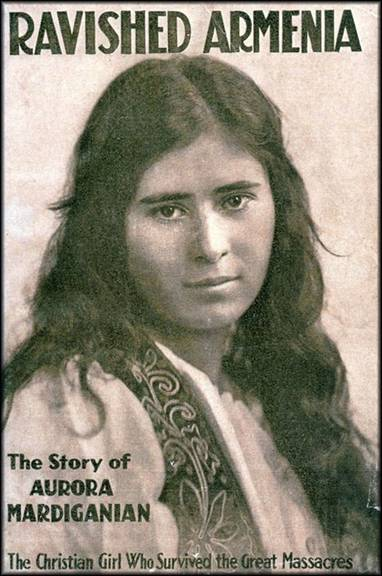
Обложка изданной в 1918 году книги «Растерзанная Армения», на которой изображена Аврора Мардиганян

## Соучредители
Премия «Аврора» была задумана и создана Нубаром Афеяном, Вартаном Грегоряном и Рубеном Варданяном. Награда была учреждена с целью «воздать должное тем, кто рискует собственной безопасностью из обостренного чувства человеколюбия и социальной ответственности, а также вносит ощутимый вклад в дело сохранения человеческих жизней».
Вартан Грегорян скончался в апреле 2021 года.

## Председатель
Доктор Том Катена — хирург, ветеран, миссионер-католик, всемирно известный гуманитарный деятель и первый председатель Гуманитарной инициативы «Аврора».
В качестве председателя «Авроры» доктор Катена повышает осведомленность политиков, гуманитарных организаций, специалистов и обычных людей по всему миру об инициативе, рассказывая им о благодарности в действии.
Основатель больницы Mother Mercy в опустошенных войной Нубийских горах Судана, доктор Катена посвятил последние десять лет своей жизни оказанию медицинской помощи населению этого региона размером с Австрию. Том Катена — единственный постоянно проживающий там врач.

## Ararat Challenge
#AraratChallenge — это международная кампания по сбору средств, запущенная «Авророй» 19 июля 2019 года. Кампания вдохновляет людей записывать и опубликовать видео, содержащие любое изображение горы Арарат (рисунок, картину, скульптуру и так далее) и призыв жертвовать деньги на проекты «Авроры», помогающие нуждающимся. Цель кампании — увеличить охват этих проектов и рассказать миру о миссии «Авроры», построенной на концепции благодарности в действии. Присоединиться к кампании #AraratChallenge может любой желающий.

## Процесс номинирования и отбора кандидатов

### Номинации
Каждый год гуманитарным организациям и представителям общественности предлагается номинировать людей, которые внесли исключительный вклад в дело сохранения человеческих жизней и продвижения идей гуманизма, несмотря на значительные препятствия на своём пути.

Любой человек или группа лиц, совершивших выдающийся поступок ради спасения других, могут быть номинированы на премию «Аврора». Номинировать самого себя нельзя.

### Отборочный процесс
Все предложенные кандидатуры тщательно рассматриваются. Члены Экспертного совета оценивают все подходящие номинации в соответствии с критериями премии «Аврора» и составляют список из 20-25 наиболее достойных кандидатов, который затем рассматривает Отборочная комиссия. В совет входят специалисты по решению гуманитарных проблем и руководители благотворительных организаций.
Отборочный процесс контролируют независимые аудиторы. Окончательный выбор финалистов и лауреата премии «Аврора» остаётся за независимой Отборочной комиссией премии «Аврора», члены которой оценивают всех кандидатов на соответствие следующим критериям:
- Мужество, проявившееся в готовности выйти за рамки служебных обязанностей и подвергнуть себя существенному риску ради спасения других;
- Решимость, проявившаяся в активном участии в спасении других, а также преданность моральным ценностям, таким как честность, свобода, справедливость, ответственность и сострадание.
- Воздействие, проявившееся в долгосрочных результатах, позволивших спасти больше жизней, а также в позитивных изменениях в местных сообществах, странах или в глобальном масштабе, и в положительном примере для других[13][16].

## Премия «Аврора» — 2016

### Отборочная комиссия
Сопредседателями первой Отборочной комиссии премии были ныне покойный Эли Визель, лауреат Нобелевской премии, и Джордж Клуни, обладатель премии «Оскар», актёр и филантроп. В комиссию также входили дважды избранный президент Коста-Рики Оскар Ариас, лауреат Нобелевской премии, адвокат по правам человека и первая женщина-судья в Иране Ширин Эбади, лауреат Нобелевской премии и исполнительный директор организации «Женщины, мир и безопасность — Африка» (WIPSEN-Africa) Лейма Гбови, бывший президент Ирландии Мэри Робинсон, специалист по правам человека Хина Джилани, бывший министр иностранных дел Австралии и почётный президент Международной кризисной группы Гарет Эванс, а также президент Корпорации Карнеги в Нью-Йорке Вартан Грегорян.

### Номинации
Прием номинаций на премию «Аврора» — 2016 открылся 1 июля и закрылся 1 октября 2015 года. Было получено 186 заявок из 27 стран. Всего было номинировано 113 уникальных кандидатов.

### Герои
- Доктор Том Катена — единственный постоянно проживающий и работающий в регионе на границе с Южным Суданом врач, который оказывает медицинскую помощь более чем полумиллионному местному населению. Несмотря на бомбардировки, за которые несёт ответственность правительство Судана, д-р Катена не покидает территорию госпиталя, чтобы пациенты всегда могли найти его. Журнал TIME назвал его одним из 100 самых влиятельных людей 2015 года[19].
- Маргерит Баранкитс из «Дома Шалом» и больницы REMA в Бурунди спасла тысячи жизней и заботилась о сиротах и беженцах в годы гражданской войны в Бурунди. Когда началась война, Баранкитс, принадлежащая к племени тутси, попыталась спрятать 72 ближайших соседей-хуту, чтобы спасти их. Однако их нашли и убили, заставив Баранкитс присутствовать при казни. После этого ужасающего случая она начала свою работу по спасению детей и беженцев и организации ухода за ними. Маргерит Баранкитс спасла около 30 тысяч детей, а в 2008 году открыла больницу, где на сегодняшний день медицинскую помощь получили более 80 тысяч пациентов.
- Седа Гулам Фатима[англ.] неустанно борется за искоренение в Пакистане кабального труда, одной из последних оставшихся форм современного рабства. Фатима освободила тысячи пакистанцев, в том числе почти 21 тысячу детей, которые вынуждены были трудиться на кирпичных заводах, чтобы расплатиться с долгами своих родителей. Из-за своей деятельности ей пришлось пережить несколько покушений на свою жизнь и многочисленные избиения.
- Бернар Кинви стал священником в 19 лет, после смерти своего отца и четверых сестер, которым при жизни пришлось пережить немало страданий. Приняв сан, Кинви покинул свой родной город Ломе, столицу Того, и переехал в Центральноафриканскую республику, где возглавил католическую миссию. В 2012 году в стране началась гражданская война. В разгар конфликта отец Кинви предоставлял убежище и оказывал медицинскую помощь представителям обеих враждующих сторон. Тем самым он спас сотни людей от преследований и смерти[20].

### Церемония вручения премии
Первая церемония вручении Премии «Аврора» за пробуждение гуманизма состоялась 24 апреля 2016 года в Спортивно-концертном комплексе имени Карена Демирчяна в Ереване.

#### Ведущие вечера
Церемонию вели оперная певица Асмик Папян и журналист и писатель Дэвид Игнатиус.

#### Видеоролики
Церемония вручения премии открылась анимационным фильмом «Аврора», продюсером и режирессом которого выступил Эрик Назарян. В картине прозвучала песня «Aurora’s Dream», написанная Сержем Танкяном специально для саундтрека.
Андрей Лошак снял для церемонии несколько небольших документальных видеороликов, рассказывающих о достижениях каждого финалиста.

#### Музыкально-танцевальное оформление
Церемония сопровождалась живой музыкой в исполнении Государственного молодёжного оркестра Армении под управлением Сергея Смбатяна. Торжественную тему для церемонии написал Степан Шакарян. Статуэтка премии, созданная Манвелом Матевосяном, была представлена гостям во время выступления артистов фонда Ballet 2021, которые исполнили фрагмент балета «Два солнца» в постановке хореографа Рудольфа Харатяна. Танцевальный номер сопровождался музыкой Авета Тертеряна и Арно Бабаджаняна. Государственный молодёжный оркестр Армении также исполнил отрывок из Второй симфонии Арама Хачатуряна («Симфония с колоколом»). Сопрано Асмик Папян спела «Колыбельную» Барсега Каначяна. В завершении церемонии прозвучала песня «Pour toi, Arménie» («Для тебя, Армения») в исполнении Геворга Акопяна и Государственного молодёжного оркестра Армении.

### Лауреат

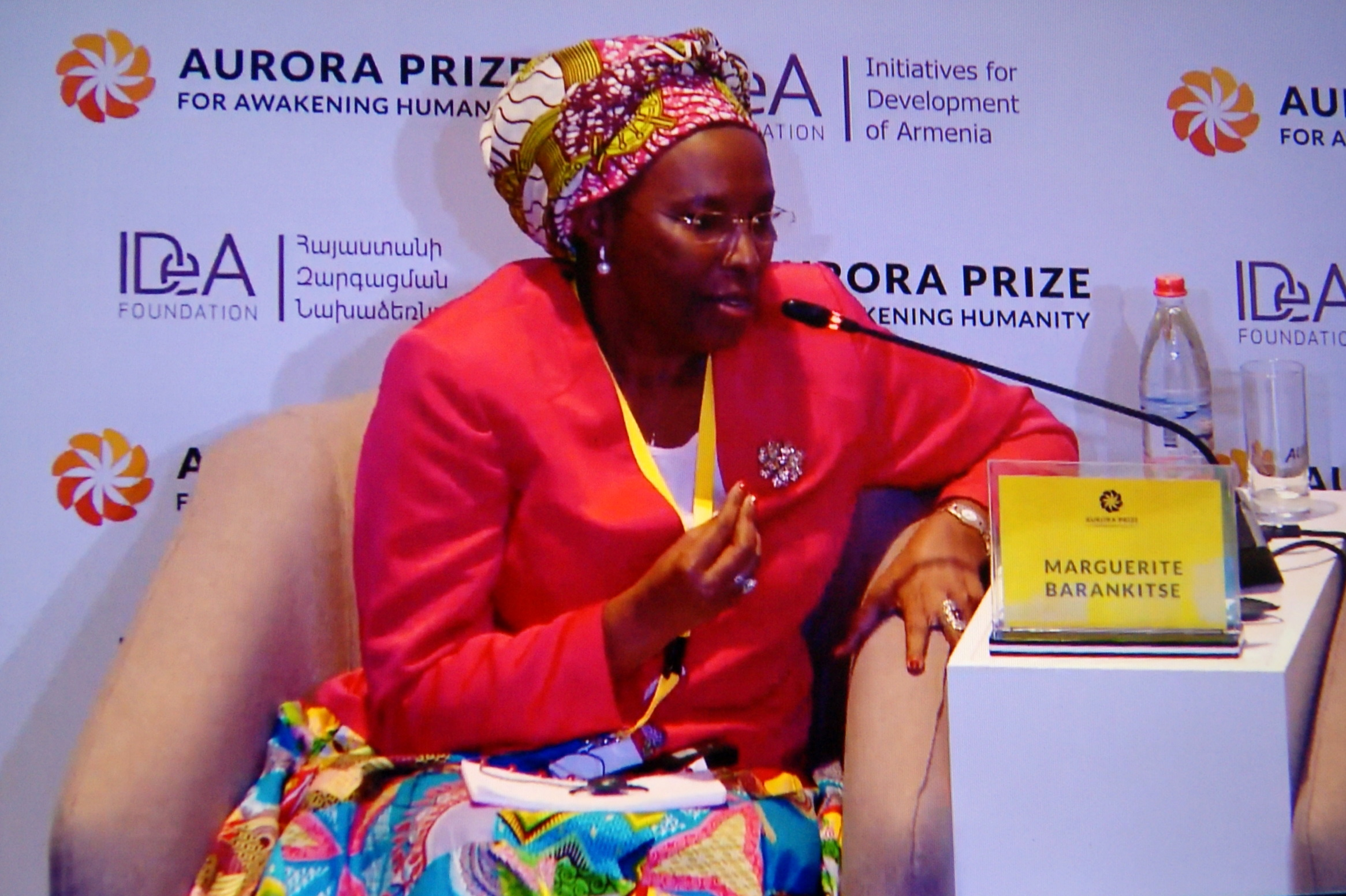
Маргерит Баранкитс в Матенадаране, Ереван во время дискуссий Диалоги «Авроры»

Первая премия «Аврора» была присуждена Маргерит Баранкитс, основательнице приюта «Дом Шалом» и больницы REMA в Бурунди, которая спасла тысячи жизней во время гражданской войны в этой стране, а также помогала сиротам и беженцам.

Баранкитс посвятила всю свою жизнь заботе о пострадавших от насилия детях, обеспечивая их кровом и помогая им получить образование. Когда в Бурунди разразилась гражданская война, Баранкитс, тутси по национальности, попыталась спрятать 72 соседа-хуту в надежде спасти их от преследователей. Беглецов обнаружили и казнили прямо у Маргрерит Баранкитс на глазах.

После этой чудовищной трагедии, подвергшей её веру в человечество серьёзному испытанию, Баранкитс начала помогать сиротам и беженцам. За 20 лет Маргерит спасла примерно 30 000 детей, которым она дала образование, а в 2008 году её усилиями открылась больница, где к 2016 году более 80 000 пациентов получили медицинскую помощь.
|  | Любовь преодолевает все препятствия. Даже если у нас ничего нет, мы можем подарить другим смех и нежность.Маргерит Баранкитс: Призвание к любви |

### Организации
В качестве лауреата премии «Аврора» 2016 Маргерит Баранкитс выбрала следующие организации для получения награды в 1 млн долларов: Фонд Великого герцога и Великой герцогини Люксембурга, Фонд Жана-Франсуа Петерброка (Фонд JFP) и Фонд Bridderlech Deelen.

### Премия

#### Денежная награда
Став лауреатом премии «Аврора», Маргерит Баранкитс была награждена грантом в размере 100 тысяч долларов и приняла решение разделить сопутствующую премии награду в размере 1 миллион долларов между организациями, которые занимаются борьбой с детской нищетой и делают помощь несовершеннолетним беженцам и сиротам, а также их реабилитацию, более доступной.

#### Статуэтка премии
Статуэтка Премия «Аврора» за пробуждение гуманизма была создана Манвелом Матевосяном и носит название «К вечности».

## Премия «Аврора» — 2017
Номинации и отборочная комиссия
Прием номинаций на премию «Аврора» — 2017 открылся 1 июня и закрылся 9 сентября 2016 года. Было получено 558 заявок из 66 стран. Всего было номинировано 254 уникальных кандидата. В отборочную комиссию премии «Аврора» — 2017 входили Джордж Клуни (сопредседатель), Вартан Грегорян, Оскар Ариас, Ширин Эбади, Гарет Эванс, Лейма Гбови, Хина Джилани, Мэри Робертсон.
Герои
Героями 2017 года стали:
- Фартун Адан и Ильвад Эльман[35], основатели Центра мира и прав человека Эльман в Сомали, — мать и дочь, чья деятельность в области защиты прав человека и прав женщин, укрепления мира, развития и реабилитации детей-солдат связана с постоянной опасностью.
- Джамиля Афгани[36], председатель Организации по наращиванию потенциала и развитию системы образования Нур (Афганистан) — жертва детского полиомиелита, которой посчастливилось научиться читать и которая теперь искореняет женскую неграмотность и помогает девочкам и женщинам получить образование, а также ведёт просветительскую работу среди мусульманских лидеров.
- Доктор Том Катена, врач больницы Mother of Mercy в Нубийских горах Судана — хирург и миссионер католической церкви из США, в течение многих лет бывший единственным врачом, постоянно оказывавшим медицинскую помощь более чем полумиллионному населению отдаленного и опустошенного войной региона и выполнявшим более 1000 операций в год.
- Мухаммад Дарвиш[37], врач полевого госпиталя в Мадае, Сирия — обучавшийся на стоматолога студент, который вернулся в родной город и стал оказывать населению полноценную медицинскую помощь, включая проведение процедур и заполнение подробных медицинских карт состояния пациентов, многие из которых были детьми, пострадавшими от продолжающегося в регионе вооружённого конфликта. Все это помогло привлечь внимание общественности к осажденному городу.
- Доктор Денис Муквеге[38], хирург-гинеколог и основатель больницы Панзи в Демократической Республике Конго — акушер, ставший хирургом-гинекологом и оказывающий физическую, психологическую и юридическую помощь более 50 000 жертв сексуального насилия, проживающим в опустошенной войной стране, а также стремящийся найти виновных и привлечь их к ответственности[39][40].

Лауреат

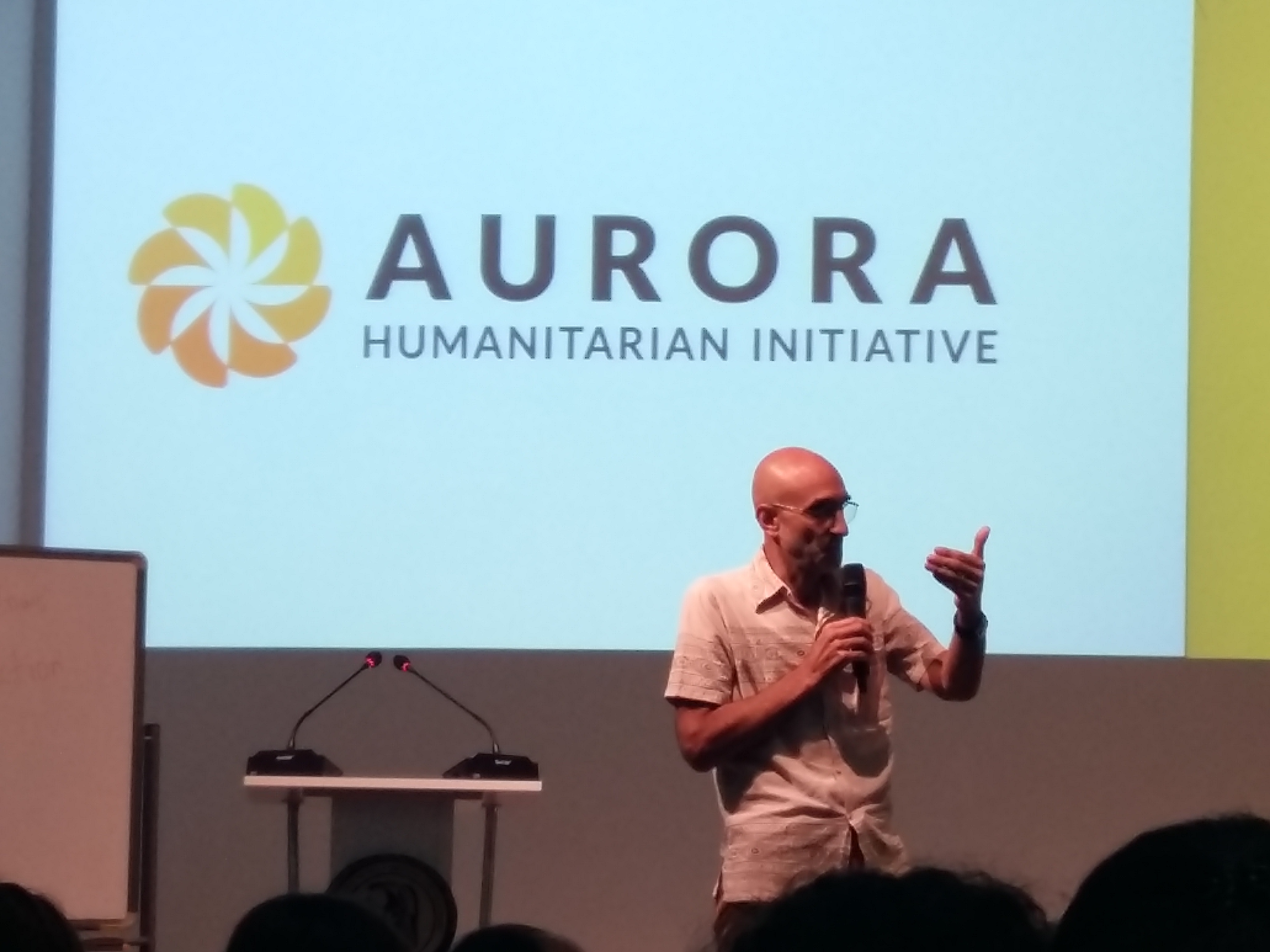
Доктор Том Катена выступает с речью «Благодарность в действии» в Ереванском государственном медицинском университете, 22 мая 2017

Премия «Аврора» была присуждена доктору Тому Катене, спасшему тысячи жизней. Последние девять лет доктор Катена, которого местные жители называют «доктор Том», находился на дежурстве 24 часа в сутки, семь дней в неделю. Некоторые люди вынуждены идти почти неделю, чтобы добраться до госпиталя. В больницу обращаются пациенты с самыми разными жалобами, в том числе получившие ранения во время бомбежек, страдающие от истощения и малярии. Доктору Катене приходится делать более 1000 операций каждый год.
|  | Мы все должны заботиться о наших братьях и сестрах. Каждый из нас может внести свой вклад в общее дело и признать, что только общий гуманизм позволит нам создать светлое будущее. Меня ведет моя вера, и для меня честь продолжить свое служение миру, меняя его к лучшему.Том Катена. Речь при присуждении премии «Аврора» |

Доктор Катена получил грант в размере 100 000 долларов и возможность продолжить эстафету добра, пожертовав прилагающуюся к премии награду в 1 млн долларов выбранным им организациям. Доктор Катена разделит награду между следующими организациями:
- Фонд Африканская медицинская миссия (AMHF, США)
- Aktion Canchanabury (Германия)
- Совет католической медицинской миссии (CMMB, США)[39][43][44][45].

## Премия «Аврора» — 2018
Номинации и отборочная комиссия
Прием номинаций на премию проходил с 29 мая по 8 сентября 2017 года. Было получено 750 заявок на 12 языках из 115 стран, включая США, Россию, Египет, Армению, Индию, Германию, Соединённое Королевство, Пакистан, Украину и Кению. Всего было номинировано 509 уникальных кандидатов. В отборочную комиссию премии входили Джордж Клуни (сопредседатель), Вартан Грегорян, Оскар Ариас, Ширин Эбади, Гарет Эванс, Лейма Гбови, Хина Джилани, Мэри Робинсон, Эрнесто Седильо, лорд Ара Дарзи,Бернар Кушнер и Саманта Пауэр.
Герои

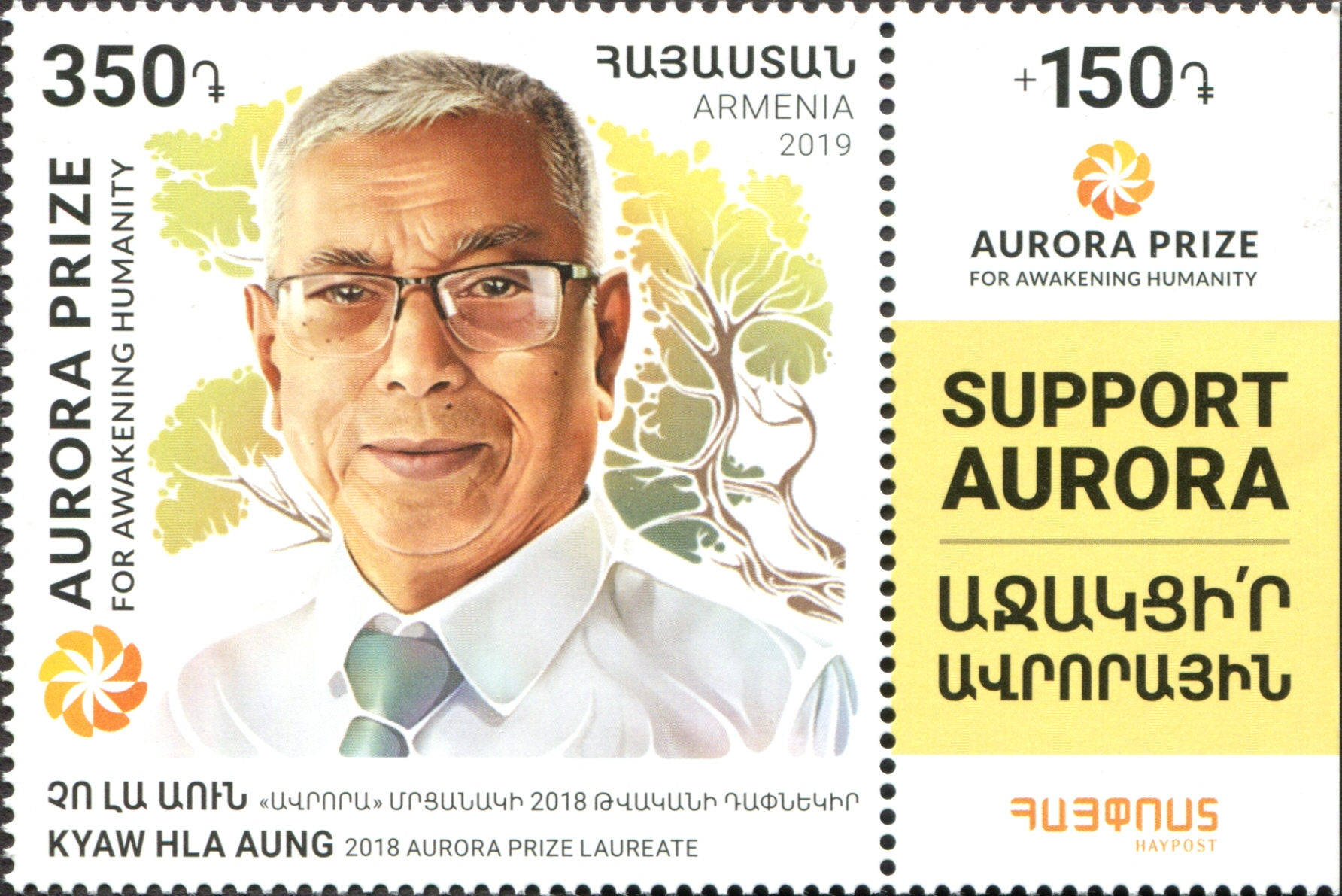
«Гуманитарная инициатива „Аврора“. Лауреаты премии „Аврора“. Чжо Ла Аун». Почтовая марка Армении, 2019

Премия «Аврора», созданная от лица всех выживших во время Геноцида армян и в знак благодарности их спасителям, назвала следующие имена:
- Чжо Ла Аун (1941—2021), юрист и активист народа рохинджа, Мьянма. Мусульманин-рохинджа Чжо Ла Аун отсидел в общей сложности 12 лет за мирные протесты против систематической дискриминации и насилия в отношении его сообщества. Теперь он использует знание законов в борьбе за равенство и соблюдение прав рохинджа, а также стремится обеспечить своему народу доступ к более качественному образованию. Чжо Ла Уан номинировал международные организации, оказывающие беженцам в Мьянме медицинскую помощь и поддержку.
- Брат Эктор Томас Гонсалес Кастильо, основатель приюта La 72, Мексика. Брат Томас, монах-францисканец, помог более чем 50 000 мигрантов из Центральной Америки, предоставив им кров, еду, воду, психологическую и юридическую поддержку. Путешествие на север через Мексику зачастую таит в себе много опасностей. Мигранты подвергаются нападениям, а иногда их пытаются похитить с целью получить выкуп. Многие из этих людей были изгнаны из родных стран. Брат Томас номинировал организации, которые помогают людям с ВИЧ/СПИДом и ведут культурно-просветительскую работу среди живущих в Мексике представителей народа майя.
- Госпожа Сунита Кришнан, соучредитель организации Prajwala, Индия. Жертва группового изнасилования, Сунита Кришнан нашла в пережитом травмирующем опыте источник силы: теперь она спасает жертв торговли людьми и вовлечённых в проституцию женщин, помогая им вернуться к нормальной жизни. Её организация изменила к лучшему жизни более 17 800 женщин и детей. Сунита Кришнан номинировала организации, которые добиваются гендерного равноправия и борются с торговлей людьми в Индии[50].

Лауреат
Третью премию «Аврора» в размере 1,1 млн долларов получил адвокат Чжо Ла Аун, отмеченный за свою преданность делу борьбы за права рохинджа в Мьянме, в том числе их права на образование. За свою деятельность активист неоднократно подвергался преследованиям и притеснениям.
Церемония вручения премии
Премия «Аврора» была вручена в третий раз 10 июня 2018 года в столице Армении Ереване. Церемония вручения премии стала кульминацией специальной программы мероприятий, которые прошли с 8 по 10 июня.

## Премия «Аврора» — 2019
В Отборочную комиссию премии «Аврора» — 2019 входят Оскар Ариас, Ширин Эбади и Лейма Гбови, Мэри Робинсон, Хина Джилани, Гарет Эванс, Эрнесто Седильо, Бернар Кушнер, Саманта Пауэр, Валерий Гергиев, Джон Прендергаст, Вартан Грегорян. Отборочную комиссию премии «Аврора» возглавляет лорд Ара Дарзи. Почётные сопредседатели комиссии — всемирно известный правозащитник и активист борьбы за мир Бенджамин Ференц (1920—2023) и обладатель премии «Оскар», актёр и филантроп Джордж Клуни.
Герои
- Мирза Диннайи[54]
- Занна Букар Мустафа[55]
- Худа Аль-Сарари[56]

Лауреат
Лауреатом премии «Аврора» — 2019 стал Мирза Диннайи.

## Премия «Аврора» — 2020
В Отборочную комиссию премии «Аврора» — 2020 входят Оскар Ариас (почётный член комиссии), Ширин Эбади и Лейма Гбови, Мэри Робинсон, Хина Джилани, Гарет Эванс (почётный член комиссии), Эрнесто Седильо, Бернар Кушнер, Саманта Пауэр, Пол Полман, Валерий Гергиев (почётный член комиссии), Джон Прендергаст, Вартан Грегорян. Отборочную комиссию премии «Аврора» возглавляет лорд Ара Дарзи. Почётные сопредседатели комиссии — всемирно известный правозащитник и активист борьбы за мир Бенджамин Ференц (1920—2023) и обладатель премии «Оскар», актёр и филантроп Джордж Клуни.
Герои
- Фартун Адан и Ильвад Эльман[57]
- Анжелик Намайка[58]
- Софи Бо и Клаус Фогель
- Сакина Якуби[59]

Лауреат
Лауреатами премии «Аврора» — 2020 стали Фартун Адан и Ильвад Эльман.

## Премия «Аврора» — 2021

### Oтборочная комиссия
В Отборочную комиссию премии «Аврора» — 2021 входят Оскар Ариас (почётный член комиссии), Ширин Эбади и Лейма Гбови, Мэри Робинсон, Хина Джилани, Гарет Эванс (почётный член комиссии), Эрнесто Седильо, Бернар Кушнер, журналист, писатель и лауреат Пулитцеровской премии Деле Олоджеде, Пол Полман, Валерий Гергиев (почётный член комиссии), Джон Прендергаст, Вартан Грегорян (1934—2021). Отборочную комиссию премии «Аврора» возглавляет лорд Ара Дарзи. Почётные сопредседатели комиссии — всемирно известный правозащитник и активист борьбы за мир Бенджамин Ференц (1920—2023) и обладатель премии «Оскар», актёр и филантроп Джордж Клуни.
Герои
24 апреля 2021 года, в День памяти жертв Геноцида армян, Гуманитарная инициатива «Аврора» назвала имена пяти героев «Авроры» — 2021, отмеченных Отборочной комиссии премии «Аврора» за мужество, решимость и воздействие:
- Грегуар Ахонгбонон (Кот-д’Ивуар)
- Руби Альба Кастаньо (Колумбия)
- Пол Фармер (США)
- Джульен Лусенге (Демократическая Республика Конго)
- Ашвак Мохаррам (Йемен)

### Лауреат
Шестая премия «Аврора» была присуждена Джульен Лусенге, правозащитнице, соучредителю организации «Женская солидарность за интегрированный мир и развитие» (SOFEPADI) и Фонда конголезских женщин (ФКЖ), которая вот уже много лет помогает жертвам сексуального насилия, пострадавшим во время военных действий.

## Премия «Аврора» — 2022
В День памяти жертв Геноцида армян Гуманитарная инициатива «Аврора» объявила героев «Авроры» — 2022:
- Джамиля Афгани (Афганистан)[61]
- Хади Джумаан (Йемен)[62]
- Махинур эль-Массри (Египет)[63]

### Лауреат
Седьмая премия «Аврора» была присуждена Джамиле Афгани, просветителю, правозащитнику и основателю Организации по наращиванию потенциала и развитию системы образования «Нур» (Noor Educational and Capacity Development Organization, или NECDO). Джамиля посвятила более 25 лет своей жизни тому, чтобы дать женщинам Афганистана доступ к образованию.

## Премия «Аврора» — 2024
Совет директоров
- Нубар Афеян
- Анна Афеян
- Энтони Дж. Барсамян
- Раффи Грегорян
- Элис Гринуолд
- Ара Дарзи
- Арман Джилавян
- Лора Клайн
- Эрик Эсраилян

Отборочная комиссия
В Отборочную комиссию премии «Аврора» 2024 года входят лауреат Нобелевской премии мира Лейма Гбови, экс-президент Ирландии Мэри Робинсон, президент Корпорации Карнеги в Нью-Йорке Луиза Ричардсон, бывший президент Мексики Эрнесто Седильо, журналист и лауреат Пулитцеровской премии Деле Олоджеде, бывший генеральный директор Unilever, соучредитель и сопредседатель IMAGINE Пол Полман, соучредитель The Sentry, правозащитник Джон Прендергаст и основатель Tent Partnership for Refugees, oснователь и генеральный директор Chobani Хамди Улукайя. Отборочную комиссию премии «Аврора» возглавляет содиректор Института глобальных инноваций в здравоохранении при Имперском колледже Лондона лорд Ара Дарзи.
Гуманитарная инициатива «Аврора» объявила имена трёх героев, вошедших в шорт-лист номинантов на премию «Аврора» 2024 года. Объявление было сделано на ежегодной встрече Глобальной инициативы Клинтона (CGI) в Нью-Йорке.
Героями «Авроры» 2024 года стали:
- Абдулхади аль-Хаваджа (Бахрейн/Дания)
- Денис Муквеге (Демократическая Республика Конго)
- Насрин Сотуде (Иран)

### Лауреат
В 2024 году лауреатом премии «Аврора» стал доктор Денис Муквеге — гинеколог и защитник прав женщин из Демократической Республики Конго, посвятивший свою жизнь помощи жертвам сексуального насилия в родной стране, охваченной войной, и во всем мире.

## Диалоги «Аврора»
Диалоги «Аврора» (англ. Aurora Dialogues) — это платформа для проведения содержательных дискуссий о самых насущных проблемах, стоящих перед мировым сообществом, в работе которой принимают участие ведущие гуманитарные деятели, исследователи, филантропы, предприниматели и гражданские активисты.

### Диалоги «Аврора» — 2016
Диалоги «Аврора» — 2016 прошли 23 апреля 2016 года в Институте древних рукописей Матенадаран в Ереване, Армения. Их участники, среди которых были члены Отборочной комиссии премии «Аврора» Хина Джилани, Ширин Эбади и Гарет Эванс, поделились своим мнением о глобальной проблеме беженцев, роли женщин в гуманитарном сообществе и влиянии СМИ на привлечение внимания мира к гуманитарным кризисам.

### Диалоги «Аврора» — 2017
Диалоги «Аврора» — 2017 прошли 27-28 мая в Ереване, Армения, и 4-5 декабря в Берлине, Германия.
27-28 мая 2017 года ведущие гуманитарные деятели, филантропы, представители бизнес-кругов и СМИ собрались в Армении, чтобы принять участие в Диалогах «Аврора», международной платформе для обсуждения наиболее актуальных гуманитарных проблем и самых эффективных способов их решения. В программе были заявлены самые разные темы, в том числе истоки проблемы беженцев и её катастрофические последствия, а также анализ того, как возможные способы её решения, от общих усилий гуманитарных организаций до образовательных иницитатив и проектов социальной интеграции, помогают облегчить положение людей из группы риска.
Диалоги «Аврора» — 2017 в Берлине под названием «Миллионы в движении — время развития и интеграции» прошли 4 и 5 декабря 2017 года в представительстве Фонда имени Роберта Боша в столице Германии. Конференция позволила оценить масштабы глобального миграционного кризиса и роль разнообразных участников процесса в обеспечении изменений к лучшему, а также рассмотреть самые эффективные решения проблем.

### Диалоги «Аврора» — 2018
Диалоги «Аврора» — 2018 прошли в Нью-Йорке (1 марта и 20 сентября), 26 апреля в Москве, 9 июня в Ереване и 11 декабря в Берлине.

### Диалоги «Аврора» — 2019
Диалоги «Аврора» — 2019 прошли в Армении 17-21 октября 2019 года, во время первого Форума «Аврора».

### Диалоги «Аврора» — 2020
В 2020 году из-за вспышки COVID-19 Диалоги «Аврора» перешли в онлайн-формат, благодаря чему люди со всего мира смогли принять участие в дискуссиях и внести в них свой вклад.

### Диалоги «Аврора» — 2021
Из-за наложенных глобальной вспышкой COVID-19 ограничений некоторые мероприятия Диалогов «Аврора» всё ещё проводятся в режиме онлайн.

## Гуманитарный индекс «Аврора»
Гуманитарный индекс «Аврора» (англ. Aurora Humanitarian Index) — это специальный обзор, посвящённый общественному восприятию важнейших гуманитарных проблем. В тексте Гуманитарного индекса «Аврора» даётся оценка отношению международной общественности к социальной ответственности и эффективности гуманитарного вмешательства, а также анализируются факторы, побуждающие людей вмешиваться в ситуацию в интересах других.
Исследование проводится каждый год в ряде стран, а его заключения презентуются в апреле в ходе Диалогов «Аврора», международной платформы, где ведущие гуманитарные деятели могут обмениваться мнениями.
Гуманитарный индекс «Аврора» — 2016
Впервые представленное публике в 2016 году исследование представляет собой специальный обзор, посвящённый общественному восприятию важнейших гуманитарных проблем. В опросе приняли участие 4600 человек из шести стран. Результаты исследования показали серьёзный разрыв между реальностью глобальной проблемы беженцев и её общественным восприятием, что стало ясно благодаря ответам респондентов на вопросы о социальной ответственности и необходимости международного гуманитарного вмешательства.
Исследование проводилось агентством Edelman Intelligence с марта по апрель 2016 года.
Гуманитарный индекс «Аврора» — 2017
Исследование проводилось на основе опроса, в котором участвовали почти 6,5 тысячи человек из 12 стран (Франции, Германии, Великобритании, США, Аргентины, Армении, Ирана, Японии, Кении, Ливана, России и Турции). Особое внимание в нём было уделено вопросам миграции и интеграции. Согласно результатам индекса, интерес к гуманитарным проблемам и готовность участвовать в их решении в мире резко снизились.
Результаты Гуманитарного индекса «Аврора» — 2017 подкрепляются тем фактом, что только 9 % респондентов убеждены, что их личный вклад может помочь решить глобальный кризис беженцев. Вот уже второй год подряд опрошенные называют терроризм главной гуманитарной проблемой (с этим согласны 63 %). Далее следуют разрыв между богатыми и бедными, голод, изменение климата и вынужденная миграция.

## Проекты благодарности «Аврора»
Проекты благодарности «Аврора» — это гуманитарные и образовательные инициативы, направленные на помощь детям, беженцам и другим людям из группы риска по всему миру. С помощью этих проектов потомки выживших в годы Геноцида армян стремятся выразить благодарность тем, кто помогал жертвам этой ужасной трагедии спастись. Проекты благодарности «Аврора» включают в себя образовательные программы, стипендии студентам и гранты гуманитарным инициативам, а также содействуют информированию общественности об усилиях различных гуманитарных организаций.
В рамках совместной программы с фондом Near East Foundation стипендии получат 100 находящихся в группе риска молодых людей из стран Ближнего Востока. Поддержка будет оказана в первую очередь тем, кто пострадал от вооружённых конфликтов, был вынужден покинуть родной дом или лишился средств к существованию. Восьмилетняя стипендиальная программа реализуется c 2015 по 2023 год (в память о Геноциде армян, продолжавшемся с 1915 по 1923 год), а её участники смогут получить образование мирового уровня в школах глобальной сети United World College (UWC), включая расположенный в Армении международный колледж UWC Dilijan.
В программу входят две именные стипендии: одна из них, названная в честь Ламии Аджи Башар, присуждается студентам езидского происхождения, а вторую, названную в честь Амаль Клуни, получают студентки из Ливана, продемонстрировавшие интерес к теме защиты прав человека.
В рамках другой стипендиальной программы, созданной совместно с Фондом Scholae Mundi Armenia, студенты из Сирии, Ирака, Ливана, Иордании и Египта смогут получить гранты на обучение в Американском университете Армении.

## 100 жизней
«100 жизней» (англ. 100 Lives) — это глобальная инициатива, у истоков которой стоят трагические события Геноцида армян. Соучредителями проекта выступили предприниматель и венчурный капиталист Нубар Афеян, президент Фонда Карнеги в Нью-Йорке Вартан Грегорян и предприниматель и филантроп Рубен Варданян. Инициатива «100 жизней» собирает и публикует истории выживших во время геноцида армян и их спасителей. Проект опирается на научные исследования, личные воспоминания, а также использует рассказы читателей, которые они присылают на сайт проекта.

## Сообщество друзей «Авроры»
Гуманитарную инициативу «Аврора» создали в 2015 году три единомышленника, решивших отдать дань памяти жертвам Геноцида армян, поддерживая проекты, чествующие их спасителей. С тех пор к проекту присоединились более 250 человек и организаций, вдохновленные намерением воплотить в действие благодарность целого народа.